# Hohenwarsleben
Hohenwarsleben là một đô thị ở huyện Börde thuộc bang Sachsen-Anhalt, nước Đức. Đô thị Hohenwarsleben có diện tích 8,12 km², dân số thời điểm ngày 31 tháng 12 năm 2006 là 1577 người.